# ミラノ・ポルタ・ガリバルディ駅

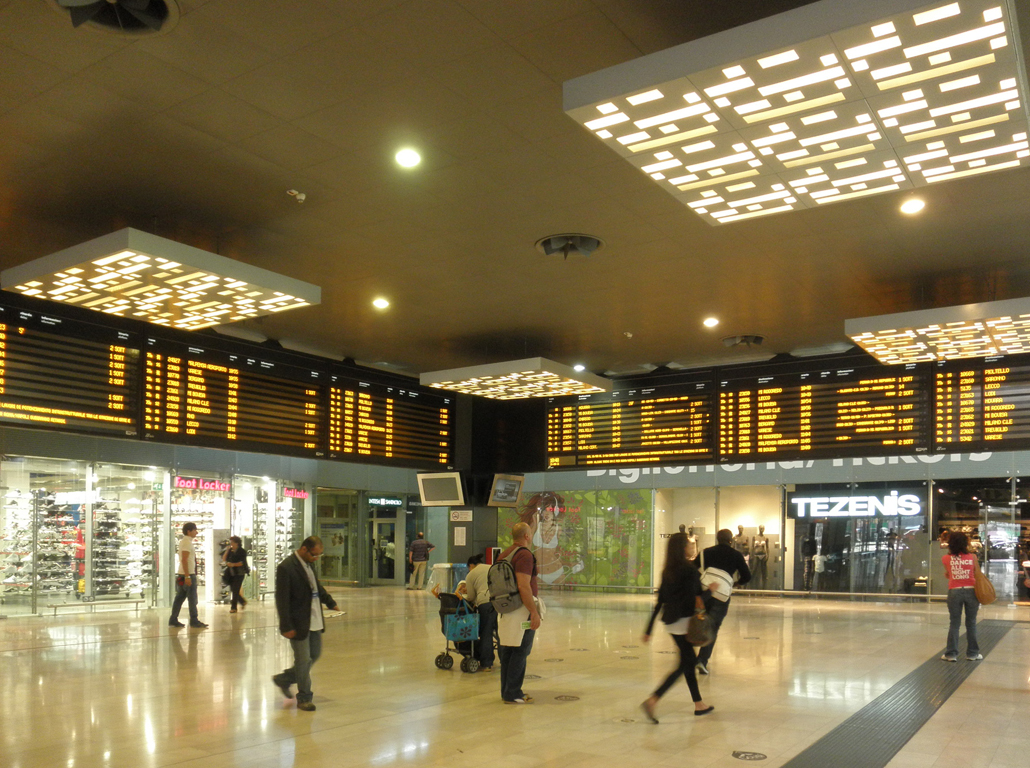
駅舎の中

ミラノ・ポルタ・ガリバルディ駅 （Stazione di Milano Porta Garibaldi）はイタリア、ミラノにある駅である。

## 概要
ミラノにおける長距離交通の中心となる駅はミラノ中央駅であるが、ガリバルディ駅にも一部の長距離列車が発着する。ミュンヘンとの間のユーロシティ（イタリア国内では北ミラノ鉄道(Ferrovie Nord Milano)が運行）はガリバルディ駅発着である。また2011年9月に高速鉄道事業への参入を計画しているヌオーヴォ・トラスポルト・ヴィアッジャトーリも、ミラノではガリバルディ駅を使用する予定である。
このほかミラノ近郊鉄道の数系統（ミラノ市内を地下線で貫通する系統を含む）とミラノ地下鉄M2線が乗り入れている。

## 駅構造
多様な方式を持つ大規模駅である。地上では北西方面に頭端式12線と通行式8線があり、通行線は島式ホーム1面2線で、地下3階にある。
駅舎は2006年に完全に改造され、新しい店舗が開店した。駅舎の真上にはMaire Tecnimont株式会社の本社になるTorri Garibaldiツインタワーがある。

### 乗り入れ路線
ミラノ地下鉄線
 ミラノ地下鉄M2線
 ミラノ地下鉄M5線
ミラノ近郊鉄道の地下ホームから以下の系統が通ります。
 S1線 (サロンノ駅 - ローディ駅)
 S2線 (ミラノ・ロゴレード駅 - マリアーノ・コメンセ駅)
 S5線 (ヴァレーゼ駅 - トレヴィーリオ駅)
 S6線 (ノヴァーラ駅 - ピオルテーッロ駅)
 S7線
 S12線
 S13線 (ミラノ・ボヴィーザ駅 - パヴィーア駅)
ミラノ近郊鉄道の地上ホームから以下の系統が通ります。
 S8線 (当駅 - レッコ駅)
 S11線 (当駅 - キャッソ駅)
トレノルドに運営されるレジョナーレ列車（快速列車）の主な行先：
ドモドーッソラ駅
ベルガモ駅
ヴァレーゼ駅
レッコ駅
キャヴェーンナ駅
トリノ・ポルタ・ヌオーヴァ駅
ヴェンティミーリャ駅
ルイーノ駅
カルナーテ・ウズマーテ駅
アンコナ駅
アルベーンガ駅
ミラノ・マルペンサ国際空港（マルペンサ・エクスプレス）
当駅からイタリアの高速新線を走る以下の長距離列車も発着する。途中駅省略。
トリノ・ポルタ・スーザ駅（NTV .Italo 電車）
トリノ・ポルタ・ヌオーヴァ駅（Trenitalia Frecciarossa 列車）
ローマ・ティブルティーナ駅とローマ・オストィエーンセ駅 （NTV .Italo 電車）
ローマ・ティブルティーナ駅とローマ・テールミニ駅 （Trenitalia Frecciarossa 列車）
ナポリ中央駅とサレルノ駅（NTV. Italo 電車とTrenitalia Frecciarossa 列車）
パリ・リヨン駅（フランス国鉄　TGV）